# Town & Country (filme)
Town & Country (Brasil: Ricos, Bonitos e Infiéis / Portugal: Mistérios do Sexo Oposto) é um filme estadunidense de comédia romântica de 2001, dirigido por Peter Chelsom, escrito por Buck Henry e Michael Laughlin e estrelado por Warren Beatty, Diane Keaton, Goldie Hawn, Garry Shandling, Andie MacDowell, Jenna Elfman, Nastassja Kinski e Charlton Heston. Beatty interpreta um arquiteto, com Keaton como esposa e Hawn e Shandling como seus melhores amigos. Foi o primeiro filme de Beatty e Keaton juntos desde Reds, de 1981, e o terceiro filme de Beatty, com Hawn, depois de $ de 1971 e de Shampoo de 1975.
O filme é um dos maiores fracassos de bilheteria da história do cinema americano, arrecadando pouco mais de US$ 10 milhões em todo o mundo, com um orçamento de US$ 90 milhões. O filme foi a última aparição de Beatty na tela por 15 anos antes de estrelar Rules Don't Apply em novembro de 2016.

## Sinopse
Porter Stoddard (Warren Beatty) é um arquiteto tão próspero, ele tem casas em Nova Iorque na Park Avenue e nos Hamptons, além de um alojamento de férias no oeste em Sun Valley, Idaho. Ele está casado há 25 anos com a igualmente bem-sucedida Ellie (Diane Keaton), estilista de tecidos, mas está tendo um caso com Alex (Nastassja Kinski), uma bela jovem violoncelista.
Há problemas surgindo no casamento de seus melhores amigos. Mona Morris (Goldie Hawn) quer o divórcio do marido Griffin (Garry Shandling), depois de pegá-lo em um encontro em um hotel em Long Island. A parte que ela não entendeu é que o novo parceiro romântico de Griffin é um homem travesti. Mona quer viajar para o Mississippi para ver seu lar pré-guerra feminino. Ellie está preocupada com a depressão de Mona pelo estado de seu casamento e não acha que ela deva ficar sozinha, então Porter é convidado a acompanhar Mona no sul. Lá, eles acabam tendo um rápido arremesso sexual.
Com as coisas estranhas em casa para ambos, Porter e Griffin voam sozinhos para Sun Valley para fugir de seus problemas. Mas não demorou muito para Porter se encontrar em um emaranhado romântico com Eugenie Claybourne (Andie MacDowell), uma herdeira mimada cujo pai apaixonado por armas (Charlton Heston) já está carregando sua espingarda no caso de Porter fazer mal à filha. Um espírito livre chamado Auburn (Jenna Elfman) também acaba levando Porter e Griffin para uma festa de Halloween, onde eles acabam vestidos com roupas absurdas.
Quando Porter retorna a Nova York, tudo está desmoronando, não apenas sua vida em casa, mas também sua casa. E, de uma vez por todas, Griffin encontra a coragem de dizer à esposa que ele a está deixando por outra pessoa, mas não é outra mulher.

## Elenco
- Warren Beatty como Porter Stoddard
- Diane Keaton como Ellie Stoddard
- Goldie Hawn como Mona Morris
- Garry Shandling como Griffin Morris
- Andie MacDowell como Eugenie Claybourne
- Jenna Elfman como Auburn
- Nastassja Kinski como Alex
- Charlton Heston como Sr. Claybourne
- Marian Seldes como Sra. Claybourne
- Josh Hartnett como Tom Stoddard
- Katharine Towne como Holly
- Ian McNeice como Peter Principal
- Bill Hootkins como Barney
- Terri Hoyos como Yolanda
- Tricia Vessey como Alice
- Azura Skye como Spider
- Buck Henry como Suttler
- Charlie Rose (imagens de arquivo) como ele mesmo

## Produção
Os custos de produção do filme totalizaram US$ 90 milhões, não incluindo despesas de distribuição e marketing. A bilheteria mundial total chegou a US$ 10 365 000. Considerando que tipicamente metade das receitas brutas de bilheteria é destinada aos expositores e metade aos cineastas, Town & Country fez o estúdio perder pelo menos US$ 100 milhões, e provavelmente muito mais se forem considerados os custos de distribuição e marketing, cuja média é de cerca de US$ 35–50 milhões para um filme de estúdio como este. O estúdio, que já gastou mais de US$ 90 milhões, apoiou uma campanha limitada de distribuição e marketing na faixa de US$ 15 a 20 milhões, elevando o custo total a US$ 105 a 110 milhões. No entanto, alguns especialistas disseram que os custos totais de produção eram mais prováveis na faixa de US$ 100-105 milhões, com impressões e anúncios em torno de US$ 20 milhões, o que elevaria os custos totais para US$ 125 milhões.

### 1998–1999
A produção em si começou em 8 de junho de 1998, com um orçamento de US$ 44 milhões, incluindo US$ 10 milhões adiantados para Beatty. As filmagens deveriam terminar no outono de 1998 para um lançamento no verão ou no outono de 1999. Vários problemas ocorreram durante as filmagens, no entanto, incluindo a demanda meticulosa de Beatty por muitas cenas. Além disso, o roteiro ainda estava sendo desenvolvido, pois os escritores não estavam satisfeitos com o final originalmente escrito por Michael Laughlin. Vários outros roteiristas foram contratados, incluindo Paul Attanasio e Gary Ross. Em abril de 1999, a produção ainda estava em andamento, mas Shandling teve que sair para fazer outro filme (What Planet Are You From?), Assim como Keaton (Hanging Up, que ela também dirigiu). Levou um ano inteiro para que eles pudessem reunir o elenco novamente para filmar as novas páginas escritas por Buck Henry. Henry foi contratado para o que originalmente seria apenas algumas semanas de trabalho. Eventualmente, ele permaneceu por vários meses e acabou ganhando (segundo algumas contas) US$ 3 milhões por reescrever aproximadamente metade do roteiro. Henry afirmou que comprou uma nova casa com o dinheiro que ganhou nesta "tarefa de reescrita rápida".

### Refilmagens em 2000
As refilmagens estavam agendadas para começar em 10 de abril de 2000 e esperava-se que durassem apenas algumas semanas. No entanto, as filmagens continuaram até junho de 2000, quando finalmente terminaram dois anos após o início da filmagem principal. As refilmagens incluíram todas as novas cenas, com o roteirista Buck Henry se juntando ao elenco como mediador do divórcio. Um novo clímax em uma gala de moda envolvendo todas as principais personagens femininas foi escrito e filmado. Além disso, as cenas de encerramento com Shandling e Hawn na loja de antiguidades e a cena com Beatty e Kinski na rua perto do final foram adicionadas. A cena entre Beatty e Kinski em Manhattan enquanto ela chama um táxi foi filmada no centro de Los Angeles e foi uma das últimas cenas filmadas.

## Recepção
O filme finalmente chegou aos cinemas em 27 de abril de 2001, quase três anos após o início das filmagens, e recebeu críticas negativas dos críticos. No Rotten Tomatoes, o filme tem uma classificação de aprovação de 13%, com base em 91 críticas, com uma classificação média de 3,2/10. O consenso crítico do site diz: "Afligida por extensa reedição e reescrita, esta comédia sexual parece confusa e agitada. Além disso, os personagens principais são tão ricos e privilegiados que é difícil sentir simpatia por seus problemas". Em Metacritic, o filme tem uma pontuação de 34 em 100, com base em 27 críticos, indicando "críticas geralmente desfavoráveis".
O crítico Nathan Rabin o descreveu como "o filme raro que parece incapaz de decidir se quer ser Freddy Got Fingered ou Hannah and Her Sisters." Um artigo no The Hollywood Reporter lista Town & Country como a quinta maior bomba de bilheteria dos anos 2000. Em 2014, o Los Angeles Times listou o filme como um dos fracassos de bilheteria mais caros de todos os tempos. O escritor James Robert Parish, em seu livro de 2006, Fiasco — A History of Hollywood’s Iconic Flops, também afirma que o filme foi um fracasso.

## Premiações
- Framboesa de Ouro
  - Pior Diretor – Peter Chelsom (nomeado)[7]
  - Pior Ator Coadjuvante – Charlton Heston (também por Cats & Dogs e Planet of the Apes ) (venceu)[7]
  - Pior Atriz Coadjuvante – Goldie Hawn (nomeada)[7]
- Stinkers Bad Movie Awards
  - Pior Filme (nomeada)
  - Pior Diretor – Peter Chelsom com assistência indesejada de Warren Beatty (nomeado)
  - Comédia Mais Dolorosamente Sem Graça (nomeada)